# Aristonous
Aristonous ou Aristonos (en grec ancien Ἀριστόνους / Aristonous) est l'un des sept sômatophylaques (garde du corps) d'Alexandre le Grand depuis le début de son règne. Fidèle aux Argéades, il est tué par Cassandre en même temps qu'Olympias en 316 av. J.-C.

## Biographie
Aristonous est décrit comme originaire de Pella et à la fois d'Éordée, ce qui voudrait dire qu'il est bien Éordéen mais élevé à la cour de Pella. Selon Plutarque, un sômatophylaque du nom d'Aristophane aurait emporté l'épée d'Alexandre quand celui-ci s'est querellé à mort avec Cleitos le Noir, mais cette référence semble être une confusion avec Aristonous.
Il est désigné triérarque de la flotte en Inde et il est blessé pendant la conquête du pays des Malliens. Après la mort d'Alexandre, il est un partisan résolu de Perdiccas puis de Polyperchon. On peut supposer qu'il est le seul des sept gardes du corps d'Alexandre à rester à la garde des nouveaux rois, Philippe III et Alexandre IV, puisqu'il ne reçoit pas de fonction ou de province et qu'il s'est montré loyal envers les Argéades durant la guerre des Diadoques. Il défend la cause d'Olympias contre Cassandre et quand Olympias est faite prisonnière en 316 av. J.-C., il est mis à mort sur ordre de Cassandre.

## Sources antiques
- Arrien, Anabase [lire en ligne].
- Diodore de Sicile, Bibliothèque historique [détail des éditions] [lire en ligne], XVII-XIX.
- Plutarque, Vies parallèles [détail des éditions] [lire en ligne].
- Quinte-Curce, L'Histoire d'Alexandre le Grand [lire en ligne].